# Rouvray (Eure)
Rouvray es una localidad y comuna francesa situada en la región de Alta Normandía, departamento de Eure, en el distrito de Évreux y cantón de Vernon-Sud.

## Demografía
| 53 | 55 | 59 | 54 | 111 | 166 |
| Para los censos de 1962 a 1999 la población legal corresponde a la población sin duplicidades (Fuente: INSEE [Consultar]) |    |    |    |     |     |